# Hrvatska Državna Tiskara
Hrvatska Državna Tiskara bila je službena državna tiskarska ustanova u NDH. Vodila se samostalno prosvjetno-privredno poduzeće podložno ministarstvu bogoštovlja i uprave, kojem je povjerena sprovedba zakonske odredbe. Izdavanje pravilnika sa zakonskom moći o uređenju i upravi Hrvatske Državne Tiskare povjeren je istom ministarstvu.
Osnovana je zakonskom odredbom o ukidanju Zaklade tiskare Narodnih novina i Nakladnog zavoda u Zagrebu 28. travnja 1941. godine. Imovina Zaklade tiskare prešla je u vlasništvo NDH, Nakladni zavod je ukinut i uključen u poduzeće Hrvatske Državne Tiskare. Namještenici poduzeća prethodnika stavljeni su na raspolaganje ministru bogoštovlja i uprave NDH. U državnom se proračunu vodila kao cjelina. Svrha Hrvatske Državne Tiskare bila je izdavati:
- sve službene listove
- Zbornik zakona i naredaba
- potrebne tiskanice za sve urede
- zakone, naredbe u posebnim izdanjima;
- školske knjige i po mogućnosti školska učila za što bolje odvijanje rada u školama i naučnim zavodima
- prema potrebi novčanice, poštanske marke, biljege, mjenice i ine vrijednosne papire;
- u okviru mogućnosti primati i privatne poslove, koji zasijecaju u tiskarsku struku, a osobito tiskanje naučne i lijepe književnosti.